# Dicliptera aquatica
Dicliptera aquatica är en akantusväxtart som beskrevs av Emery Clarence Leonard. Dicliptera aquatica ingår i släktet Dicliptera och familjen akantusväxter. Inga underarter finns listade i Catalogue of Life.